# Kaiser Motors
Kaiser Motors (раніше - Kaiser-Frazer) - американська автомобілебудівна корпорація, що існувала з 1945 по 1953 рік і спочатку випускала продукцію на заводі Уіллоу-Ран (англ.), штат Мічиган. У 1953 році Kaiser об'єднується з Willys-Overland у Willys Motors Incorporated і переміщає випуск продукції в Толідо, штат Огайо.
Компанія змінила свою назву у 1963 році на Kaiser Jeep.